# Alex Kirk
Pour les articles homonymes, voir Kirk.
Alex Kirk, né le 14 novembre 1991, à Los Alamos, au Nouveau-Mexique, est un joueur américain de basket-ball.

## Biographie
Alex Kirk rejoint les Knicks de New York début janvier 2015 dans le cadre d'un transfert impliquant trois franchises, les Knicks de New York, les Cavaliers de Cleveland et le Thunder d'Oklahoma City.
En janvier 2017, Kirk rejoint l'Anadolu Efes, club turc de première division qui participe à l'Euroligue. Il remplace Alen Omić et son contrat dure jusqu'à la fin de la saison 2016-2017.
En juillet 2017, Kirk rejoint l'Alvark Tokyo.